# William MacKune
William MacKune (* 6. August 1882 in Liverpool; † 31. August 1955 in Orangetown, New York, Vereinigte Staaten) war ein britischer Turner.

## Erfolge
William MacKune nahm 1912 an den Olympischen Spielen in Stockholm teil und gehörte bei diesen zur britischen Turnriege im Mannschaftsmehrkampf. Dabei traten insgesamt fünf Mannschaften an, die aus 16 bis 40 Turnern bestanden und während des einstündigen Wettkampfs gleichzeitig antreten mussten. Bewertet wurden neben der Ausführung der Übungen an den Geräten auch das Verlassen und der Wechsel der Geräte sowie der Einmarsch zu Beginn. Am Ende wurden anhand eines Durchschnittswerts der einzelnen Nationen die Abschlussplatzierungen ermittelt. Neben den Briten traten auch Turnriegen aus Italien, Ungarn, dem Deutschen Reich und Luxemburg an. Mit 53,15 Punkten setzten sich die Italiener gegen ihre Konkurrenten durch. Die Ungarn erzielten indes 45,45 Punkte und belegten damit vor den drittplatzierten Briten mit 36,90 Punkten den zweiten Platz. MacKune gewann somit zusammen mit Albert Betts, William Cowhig, Sidney Cross, Harry Dickason, Herbert Drury, Bernard Franklin, Leonard Hanson, Samuel Hodgetts, Charles Luck, Ronald McLean, Alfred Messenger, Henry Oberholzer, Edward Pepper, Edward Potts, Reginald Potts, George Ross, Charles Simmons, Arthur Southern, William Titt, Charles Vigurs, Samuel Walker und John Whitaker die Bronzemedaille.
MacKune belegte bei britischen Meisterschaften im Einzelmehrkampf sowohl 1902 als auch 1913 den vierten Platz. Darüber hinaus war er auch als Wettkampfrichter tätig, etwa bei den britischen Mannschaftsmeisterschaften 1914. Er war von Beruf Wasserinstallateur und wanderte 1924 in die Vereinigten Staaten aus, deren Staatsbürgerschaft er 20 Jahre später erhielt.